# Вольский лес

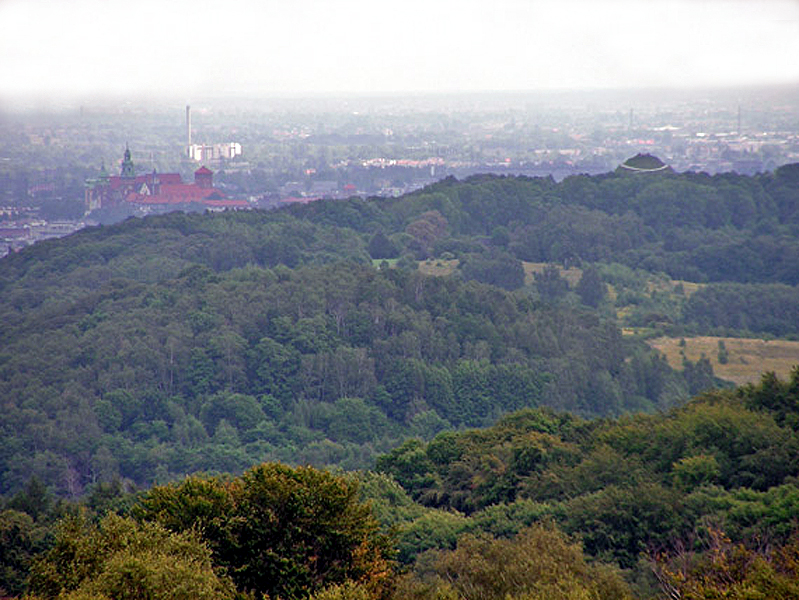
Вид Вольского леса с кургана Пилсудского

Во́льский лес, среди местных жителей употребляется уменьшительная форма — Вольский лесок (пол. Las Wolski, Lasek Wolski) — наименование лесопарка в западной части города Краков, Польша. Располагается на территории городского района Дзельница VII Звежинец и находится в 8 км от центра города.

## История
Исторически парк делится на две части: собственно Вольский лес и Беляны. С 1604 года Вольский лес принадлежал монастырю камедулов, который получил его в дар от Себастьяна Любомирского. Вольский лес в начале XX века принадлежал князю Марцелию Чарторыйскому, который продал его в 1917 году «Сберегательной кассе города Кракова». В этом же году «Сберегательная касса города Кракова» передала безвозмездно Вольский лес во владении краковскому муниципалитету, который придал Вольскому лесу наименование «Народный парк».

## География
Вольский лес занимает площадь 419 гектаров и полностью покрывает холмы Совинец (358 метров на уровнем моря), Пустельник (352 метров на уровнем моря), Остра-Гура (341 метров над уровнем моря) и Сребрна-Гура (326 метров на уровнем моря). Расположение поблизости друг от друга холмов делает территорию Вольского леса разнообразным. Склоны холмов глубоко изрезаны оврагами и балками. На южной стороне находятся овраги и балки, имеющие наименование Сковронкув-Дол, Врони-Дол, Лупаны-Дол. С запада к Вольскому лесу приступают Мокры-Дол, Гомулчи-Дол, с севера — Зелёны-Дол, Вольский-Дол, с востока — Понедзялковы-Дол, Вильчи-Дол.

## Биология
На территории Вольского леса преобладают два типа леса: видовой лиственный, состоящий из деревьев одного вида (буковый лес, дубовый лес различных видов) и лиственно-смешанный, состоящий из деревьев различных видов (смесь дуба и берёзы, смесь дуба, берёзы и бука, смесь берёзы и бука). Эти два вида леса занимают соответственно 61 и 39 процентов от общей площади парка. Состав древостоя приближён к естественной среде. Среди деревьев преобладают дуб, бук и берёза, которые занимают около 89 % общей площади Вольского леса. В общей сложности на территории Вольского леса произрастают 32 вида деревьев.
Среди леса находятся несколько крупных полян, некоторые из них носят собственные наименования: имени Юлиуша Лео (2,42 гектаров), Поляна Совинца, Поляна имени Винцентия Вобры, Поляна имени Яцека Мальчевского, Белянская поляна, Харцерская поляна. .

## Социальное значение
Вольский лес круглогодично используется местными жителями для отдыха и туризма. Парк изрезан пешеходными и туристическими тропинками, общая длина которых составляет 40 км в длину. Тропинки оборудованы скамейками и пунктами питания.
В Вольский лес ходит общественный транспорт. Автобус № 134 имеет конечную остановку возле Краковского зоопарка. Этот номер автобуса действует на протяжении всей недели и отправляется от стадиона «Краковия». Вольский лес также проходит автобус № 102, идущий от микрорайона Кроводже-Гурки (через улицу Пястовскую) до микрорайона Закамыче.

## Достопримечательности
- Церковь Успения Пресвятой Девы Марии и монастырь камедулов. Памятник культуры Малопольского воеводства;
- Краковский зоопарк;
- Вилла Башня (Краков). Памятник Малопольского воеводства;
- Замок в Пшегожалах;
- Курган Пилсудского;
- Заповедники:
  - Белянские скалки;
  - Паненские скалы;
  - Пшегожальские скалки.